# Westfalengau
Der Westfalengau war eine mittelalterliche Gaugrafschaft im Raum Ruhr und Lippe.
Grafen im Westfalengau waren:
- Liutger, † 26. Februar 1011, Sohn Hermann Billungs, 991 bezeugt, 1001 Graf im Westfalengau, begraben in St. Michaelis in Lüneburg (Billunger)
- Gerhard, Graf im Hamaland 1082, Graf im Westfalengau 1085, Sohn des Gerhard II. von Wassenberg († 1082)